# Obersimten
Obersimten település Németországban, Rajna-vidék-Pfalz tartományban. Lakosainak száma 622 fő (2023. december 31.).

## Népesség
A település népességének változása:
| Lakosok száma | 555  | 629  | 632  | 647  | 623  | 615  | 622  |
|               | 1975 | 2014 | 2017 | 2019 | 2021 | 2022 | 2023 |